# نیزیاوکی (استان اشوی‌داشکسیه)
نیزیاوکی (به لهستانی: Niedziałki) یک منطقهٔ مسکونی در لهستان است که در گمینا رتویانه واقع شده‌است. نیزیاوکی ۱۶۶٫۶ متر بالاتر از سطح دریا واقع شده‌است.